# Шапшалски хребет
Шапша̀лският хребет (на руски: Шапшальский хребет) е планински хребет в най-източната част на планината Алтай и се простира на протежение около 130 km от север на юг по границата между Република Алтай и Република Тува в Русия.
На запад постепенно се понижава към Чулишманската планинска земя, а на изток – към Алашкото плато и планинския масив Бай-Тайга. На юг чрез прохода Шапшал (3097 m) се свързва с хребета Цаган-Шибету, а на север в района на прохода Къзълбалхаш (2213 m) се свързва с хребета Салджур, най-западната част на планината Западни Саяни. Максимална височина връх Ак-Уюк 3608 m (50°39′19″ с. ш. 89°48′30″ и. д. / 50.655278° с. ш. 89.808333° и. д.), разположен в най-южната му част. Изграден е основно от кристалинни шисти. Върховете в северната му част са заоблени и са с по-меки релефни форми, а южните части имат типичен алпийски силно разчленен релеф, по най-високите части с малки ледници. Шапшалският хребет е вододел между водосборните басейни на реките Об на запад и Енисей на изток. От него водят началото си река Чулишман (влива се в Телецкото езеро) и нейните десни притоци Чулча, Шабла, Узун-Оюк и др., принадлежащи към водосборния басейн на Об. На изток тече река Хемчик (ляв приток на Енисей) и нейните притоци Алаш и др. Преобладава планинската тундра, а по долините на някои реки се срещат лиственични гори. 
За първи път Шапшалския хребет е проследен, изследван и първично картиран през 1842 г. от видния руски географ и геолог, изследовател на Алтай Пьотър Чихачов.

## Топографски карти
- M-45, М 1:1000000[2]